# イアニ・カオス

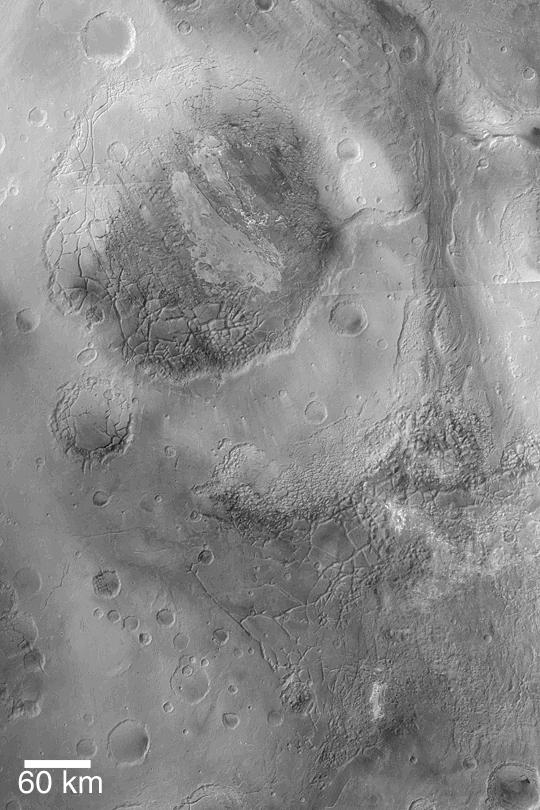
下部右の窪地がイアニ・カオス。上部左はアラム・カオス

イアニ・カオス（Iani Chaos）は、火星のアレス渓谷上流、東経342度南緯2度を中心とした地域。このカオス地形 (Chaos terrain) は、地下の水または氷が消滅したことによって生じ、アレス渓谷が形成されたと広く信じられている。混沌とした地形の上の滑らかでなだらかな中間色から明色を帯びた堆積物は水和鉱物（石膏や赤鉄鉱と思われる）に富む。